# Чельва (приток Нердвы)
Чельва, Челва — река в России, протекает в Карагайском районе Пермского края. Устье реки находится в 55 км по левому берегу реки Нердва. Длина реки составляет 16 км.
Исток реки на Верхнекамской возвышенности в лесу в 10 км к северу от села Нердва. Генеральное направление течения — юг. Река протекает деревни Макарово, Савино, Челва, Доронино. Впадает в Нердву у деревни Сопино ниже села Нердва.

## Данные водного реестра
По данным государственного водного реестра России относится к Камскому бассейновому округу, водохозяйственный участок реки — Кама от города Березники до Камского гидроузла, без реки Косьва (от истока до Широковского гидроузла), Чусовая и Сылва, речной подбассейн реки — бассейны притоков Камы до впадения Белой. Речной бассейн реки — Кама.
По данным геоинформационной системы водохозяйственного районирования территории РФ, подготовленной Федеральным агентством водных ресурсов:
- Код водного объекта в государственном водном реестре — 10010100912111100009769
- Код по гидрологической изученности (ГИ) — 111100976
- Код бассейна — 10.01.01.009
- Номер тома по ГИ — 11
- Выпуск по ГИ — 1